# Romain Barras
Pour les articles homonymes, voir Barras.
Romain Barras (né le 1er août 1980 à Calais) est un athlète français spécialiste du décathlon. Il remporte la médaille d'or aux Championnats d'Europe 2010 à Barcelone. Il est également professeur d'EPS.
Le 21 janvier 2022, il est nommé Directeur de la haute performance de la Fédération française d'athlétisme (FFA).

## Carrière
Il mesure 1,94 m pour 87 kg et est entraîné par Jean-Yves Cochand succédant à Pascal Barras, son propre père, qui le dirigea jusqu'en 2002. Après une participation aux Jeux olympiques 2004, il termine les Championnats du monde d'athlétisme 2005 d'Helsinki à la 7e place. En 2007, il est sélectionné en équipe de France aux Championnats du monde d'athlétisme 2007, où il obtient également une septième place.
En 2008, il participe aux Jeux olympiques, de Pékin, où il termine à la 5e place du décathlon. L'année suivante, à Arles, il réalise son décathlon en 8 239 points ce qui lui permet de se qualifier pour les mondiaux de Berlin. Il termine ces mondiaux de Berlin à une modeste douzième place, en partie à cause d'une première journée difficile où il se classa vingt-deuxième. Il réalise néanmoins 8 204 points, relativement près de son record personnel.
Le 30 mai 2010, Romain Barras se classe deuxième du Meeting de Götzis derrière l'Américain Bryan Clay, échouant à un point seulement de son record personnel.
Le 27 juin 2010, il remporte la Coupe d'Europe d'épreuves combinées au classement individuel, en réalisant un total de 8 313 points, ce qui représente son nouveau record personnel. Il devance l'Estonien Mikk Pahapill (8 198 pts).

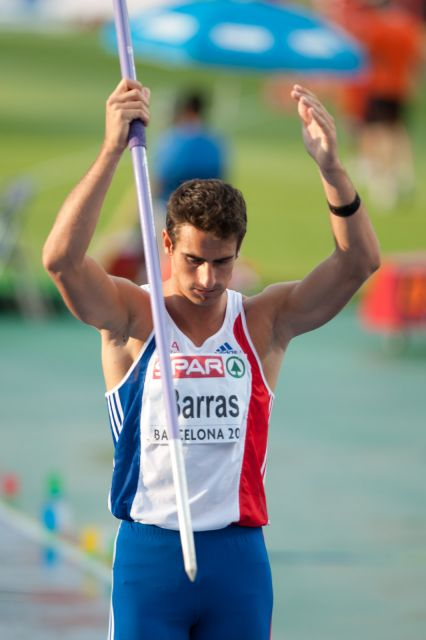
Romain Barras lors des Championnats d'Europe 2010.

Le 29 juillet 2010, il remporte le décathlon des championnats d'Europe de Barcelone avec un total de 8 453 points, devenant ainsi le quatrième Français sacré dans cette discipline au niveau continental.
L'année suivante, sa préparation des Championnats du monde est dérangée par plusieurs blessures. Il termine onzième du décathlon. Visant ensuite les Jeux olympiques de Londres, Barras subit à deux mois des Jeux une déchirure d'un muscle soléaire. Nécessitant plusieurs semaines pour récupérer, cette blessure le contraint à renoncer aux Jeux.
En 2013, toujours sujet à des problèmes de pubalgie, le calaisien renonce à la saison estivale, dont les Championnats du monde à Moscou. À 33 ans, Barras tente un programme de rééducation afin de disputer un dernier objectif majeur, les Jeux olympiques de 2016 organisés à Rio.
Le 6 juillet, il termine 3e de la Coupe d'Europe des épreuves combinées 2015 à Aubagne, en dépassant de peu les 8 000 points.
Il prend part le 24 juin 2016 aux Championnats de France d'Angers où il court en 11 s 11 sur 100 m, tout proche de son record personnel (11 s 02), puis saute 7,11 m à la longueur et lance 15,38 m au poids.

### Le dopage de la Russie
À la suite du scandale de dopage concernant la Russie, 454 échantillons des Jeux olympiques de Pékin en 2008 ont été retestés en 2016 et 31 se sont avérés positifs dont Aleksandr Pogorelov, 4e du décathlon. Par conséquent, après analyse de l'échantillon B (qui se révèle également positif), la disqualification du Russe est confirmée le 19 août et Barras se voit réattribuer la 4e place.

## Palmarès

### International
| Date | Compétition                           | Lieu                                  | Résultat | Épreuve    | Points |
| ---- | ------------------------------------- | ------------------------------------- | -------- | ---------- | ------ |
| 2001 | Universiade                           | Pékin                                 | 5e       | Décathlon  | 7 876  |
| 2003 | Coupe d'Europe                        | Bressanone                            | 1er      | Décathlon  | 8 008  |
| 2003 | Universiade                           | Daegu                                 | 1er      | Décathlon  | 8 196  |
| 2003 | Décastar                              | Talence                               | 2e       | Décathlon  | 8 060  |
| 2004 | Jeux olympiques                       | Athènes                               | 13e      | Décathlon  | 8 067  |
| 2005 | Jeux méditerranéens                   | Almería                               | 1er      | Décathlon  | 8 127  |
| 2005 | Championnats du monde                 | Helsinki                              | 7e       | Décathlon  | 8 087  |
| 2005 | Coupe du monde des épreuves combinées | Coupe du monde des épreuves combinées | 7e       | Décathlon  | 24 332 |
| 2006 | Coupe d'Europe                        | Arles                                 | 1er      | Décathlon  | 8 416  |
| 2006 | Championnats d'Europe                 | Göteborg                              | 8e       | Décathlon  | 8 093  |
| 2006 | Coupe du monde des épreuves combinées | Coupe du monde des épreuves combinées | 6e       | Décathlon  | 24 670 |
| 2007 | Championnats d'Europe en salle        | Birmingham                            | 6e       | Heptathlon | 5 883  |
| 2007 | Coupe du monde des épreuves combinées | Coupe du monde des épreuves combinées | 4e       | Décathlon  | 24 473 |
| 2008 | TNT - Fortuna Meeting                 | Kladno                                | 3e       | Décathlon  | 8 298  |
| 2008 | Coupe d'Europe                        | Hengelo                               | 2e       | Décathlon  | 7 974  |
| 2008 | Jeux olympiques                       | Pékin                                 | 4e       | Décathlon  | 8 253  |
| 2008 | Décastar                              | Talence                               | 3e       | Décathlon  | 8 172  |
| 2008 | Coupe du monde des épreuves combinées | Coupe du monde des épreuves combinées | 5e       | Décathlon  | 24 511 |
| 2009 | Championnats du monde                 | Berlin                                | 12e      | Décathlon  | 8 204  |
| 2009 | Coupe du monde des épreuves combinées | Coupe du monde des épreuves combinées | 7e       | Décathlon  | 24 322 |
| 2010 | Hypo-Meeting                          | Götzis                                | 2e       | Décathlon  | 8 297  |
| 2010 | Coupe d'Europe                        | Tallinn                               | 1er      | Décathlon  | 8 313  |
| 2010 | Championnats d'Europe                 | Barcelone                             | 1er      | Décathlon  | 8 453  |
| 2010 | Décastar                              | Talence                               | 3e       | Décathlon  | 8 180  |
| 2010 | Coupe du monde des épreuves combinées | Coupe du monde des épreuves combinées | 1er      | Décathlon  | 25 063 |
| 2011 | Championnats du monde                 | Daegu                                 | 11e      | Décathlon  | 8 134  |
| 2015 | Coupe d'Europe                        | Aubagne                               | 3e       | Décathlon  | 8 007  |
| 2016 | Championnats d'Europe                 | Amsterdam                             | 6e       | Décathlon  | 8 002  |

### National
- Champion de France "Elite" 2011
- Champion de France « Élite » 2005
- Vice-champion de France en 2003
- Vice-champion de France en salle en 2003
- Champion de France espoir 1 et 2 en salle en 2001 et 2002
- Champion de France espoir en 2001 et 2002

## Records

### Records personnels
| Épreuve          | Performance   | Lieu                       | Date                                          |
| ---------------- | ------------- | -------------------------- | --------------------------------------------- |
| 100 mètres       | 11 s 02       | Desenzano del Garda Götzis | 10 mai 2003 29 mai 2010                       |
| Longueur         | 7,35 m        | Helsinki                   | 9 août 2005                                   |
| Poids            | 16,19 m       | Götzis                     | 29 mai 2010                                   |
| Hauteur          | 2,04 m        | Barcelone Aubagne          | 28 juillet 2010 4 juillet 2015                |
| 400 mètres       | 48 s 21       | Arles                      | 1er juillet 2006                              |
| 110 mètres haies | 14 s 11       | Albi                       | 25 juillet 2008                               |
| Disque           | 47,21 m       | Carcassonne                | 1er mai 2004                                  |
| Perche           | 5,05 m        | Niort Talence Barcelone    | 4 août 2007 14 septembre 2008 29 juillet 2010 |
| Javelot          | 65,84 m       | Götzis                     | 29 mai 2005                                   |
| 1500 mètres      | 4 min 20 s 90 | Szczecin                   | 28 juin 2009                                  |
| Décathlon        | 8 453 pts     | Barcelone                  | 29 juillet 2010                               |

| Épreuve         | Performance   | Lieu                    | Date                            |
| --------------- | ------------- | ----------------------- | ------------------------------- |
| 60 mètres       | 7 s 21        | Birmingham              | 3 mars 2007                     |
| Longueur        | 7,10 m        | Prague                  | 11 février 2006                 |
| Poids           | 15,24 m       | Prague                  | 11 février 2006                 |
| Hauteur         | 1,98 m        | Aubière Bompas          | 28 février 2003 24 janvier 2015 |
| 60 mètres haies | 8 s 14        | Nogent-sur-Oise Aubière | 25 février 2001 1er mars 2003   |
| Perche          | 5,00 m        | Prague Birmingham       | 12 février 2006 4 mars 2007     |
| 1 000 mètres    | 2 min 39 s 89 | Prague                  | 12 février 2006                 |
| Heptathlon      | 5 895 pts     | Prague                  | 12 février 2006                 |